# Hatvan (stacja kolejowa)
Hatvan (węg: Hatvan vasútállomás) – stacja kolejowa w Hatvan, w komitacie Heves, na Węgrzech.
Została otwarta 31 marca 1867 roku wraz z Magyar Északi Vasút (Węgierska Kolej Północna) z Pesztu do Hatvan. 19 maja tego samego roku otwarto linię do Salgótarján. 1 lipca 1868 zarządzanie nad całą siecią kolejową przekazane zostało Magyar Államvasutak.

## Linie kolejowe
- Linia kolejowa 80 Budapest – Hatvan - Miskolc - Sátoraljaújhely
- Linia kolejowa 81 Hatvan – Somoskőújfalu
- Linia kolejowa 82 Hatvan–Szolnok